# Моя мама любит женщин
«Моя мама любит женщин» (исп. A mi madre le gustan las mujeres) — испанская комедия 2002 года режиссёров Инес Парис и Даниэлы Фейерман.

## Сюжет
Эльвира встречает своих сестёр Химену и Соль в доме матери. Они готовятся отпраздновать день рождения их мамы Софии, которая уже давно находится в разводе. София объявляет о том, что она влюблена, но рассказ о её новом партнёре прерывает звонок в дверь. Пока София открывает дверь, сёстры возбуждённо обсуждают новость. Мать возвращается с Элиской, молодой женщиной, которая также пришла поздравить именинницу. Радость сестёр сменяется шоком, когда выясняется, что это и есть та самая новая любовь, и они понимают, что их мать лесбиянка.
Их мать, известная концертная пианистка, познакомилась и увлеклась эмигранткой из Чехии, тоже пианисткой. Сёстры не знают, как реагировать. Однако, когда выясняется, что мать одалживает своей новой пассии большие деньги, сёстры задумываются над тем, как разрушить эти отношения. Решено, что возлюбленную матери должна соблазнить средняя сестра. Неожиданно это почти получается. Но разрыв отношений обернулся для матери срывом концерта и проблемами со здоровьем. Тогда появляется новый план: как помирить разлучённых, потому что счастье и здоровье мамы важнее всех предрассудков. Все вместе три сестры летят в Чехию. И им удаётся помирить влюблённых.

## В ролях
| В ролях          |  | Персонаж |
| ---------------- |  | -------- |
| Леонор Уотлинг   |  | Эльвира  |
| Роза Мария Сарда |  | София    |
| Мария Пухальте   |  | Химена   |
| Сильвия Абаскаль |  | Соль     |
| Элиска Сирова    |  | Элиска   |

| В ролях          |  | Персонаж |
| ---------------- |  | -------- |
| Чиско Амадо      |  | Мигель   |
| Алекс Ангуло     |  | Редактор |
| Айтор Масо       |  | Психолог |
| Ксавьер Элориага |  | Карлос   |
|                  |  |          |

## Награды
Фильм получил следующие награды::
| Награды                                                | Награды | Награды                                | Награды                             | Награды                                    |
| ------------------------------------------------------ | ------- | -------------------------------------- | ----------------------------------- | ------------------------------------------ |
| Фестиваль / Премия                                     | Год     | Награда                                | Категория                           | Победитель                                 |
| Cartagena Film Festival                                | 2003    | Golden India Catalina                  | Лучшая актриса                      | Леонор Уолтинг                             |
| Dublin Gay & Lesbian Film Festival                     | 2003    | Приз зрительских симпатий              | Лучший художественный фильм         | Инес Парис Даниела Фейерман                |
| Fotogramas de Plata                                    | 2003    | Fotogramas de Plata                    | Лучшая актриса                      | Леонор Уолтинг                             |
| Glitter Awards                                         | 2005    | Glitter Award                          | Лучший фильм на лесбийскую тематику | «Моя мама любит женщин»                    |
| Miami Latin Film Festival                              | 2002    | Приз зрительских симпатий Golden Egret | Лучшая актриса                      | Инес Парис Даниела Фейерман Леонор Уолтинг |
| Rehoboth Beach Independent Film Festival               | 2004    | Приз зрительских симпатий              | Лучший дебют                        | Инес Парис Даниела Фейерман                |
| Torino International Gay & Lesbian Film Festival       | 2002    | Лучший художественный фильм            |                                     | Инес Парис Даниела Фейерман                |
| Turia Awards                                           | 2002    | Turia Award                            | Лучший кинорежиссёр-дебютант        | Инес Парис Даниела Фейерман                |
| Verzaubert - International Gay & Lesbian Film Festival | 2002    | Rosebud                                | Лучший фильм                        | Инес Парис Даниела Фейерман                |

## Интересные факты
Название фильма — это название песни, которую сочинила и исполнила на концерте младшая из сестёр — рок-певица, посвятив её маме. Песня записана Энди Чанго и Ариель Рот.